# 高野山の時間
高野山の時間（こうやさんのじかん）は、高野山真言宗参与会が提供しているラジオの宗教番組。
2004年7月3日から2018年4月28日まで放送された。

## 放送局と放送時間
- ラジオNIKKEI 第1   毎週土曜日 8:15-8:30

かつては朝日放送でも放送していた。（週一回の10分番組。信仰の時間枠）この他に、ポッドキャストでも配信されている。